# Yesterday Man (Lied)

Yesterday Man auf Decca F 12236

Yesterday Man ist ein vom deutsch-britischen Sänger Chris Andrews komponierter und getexteter Popsong. In dem 1965 veröffentlichten englischsprachigen Titel bekennt der Sänger das Ende seiner Beziehung; seine Partnerin sei eine Partnerschaft nicht wert gewesen.

## Rezeptionsgeschichte
Das Lied, das Andrews für Sandie Shaw geschrieben hatte, nahm er schließlich selbst auf und veröffentlichte es 1965 als seine Sänger-Debütsingle. Das Lied wurde europaweit zu einem Erfolg. In Großbritannien von Ken Woodman produziert und von Decca unter F12236 veröffentlicht, erreichte der 2:23 min lange Titel in den Charts der Musikfachzeitschrift New Musical Express im Herbst 1965 Platz zwei. Bereits am Tag nach der ersten Rundfunkausstrahlung wurden in Großbritannien 30.000 Platten verkauft. In Deutschland wurde Yesterday Man von der deutschen Vogue zusammen mit der B-Seite Too Bad You Don’t Want Me unter DV 14429 im September 1965 herausgebracht. Im November erschien Yesterday Man erstmals in den deutschen Hitparaden und wurde schließlich ein Nummer-eins-Hit. Denselben Erfolg hatte der Song auch in Österreich. In seiner Heimat verkaufte sich die Single über 250.000 Mal, in Deutschland über eine Million Mal. Yesterday Man zählt zu den meistverkauften Singles in Deutschland und wurde im Mai 1966 mit einer Goldenen Schallplatte ausgezeichnet.
Günter Loose schrieb zu Yesterday Man einen deutschen Text mit dem Titel Alles tu’ ich für Dich, der 1965 ebenfalls bei Vogue unter der Katalognummer DV 14438 veröffentlicht wurde. In französischer Sprache wurde das Lied von Monty unter dem Titel Ton jour de chance aufgenommen und 1966 veröffentlicht. Im Jahr 1974 coverte Robert Wyatt Yesterday Man im Reggaesound. Als Produzent dieser Version fungierte Nick Mason; Wyatt wurde von Gary Windo, Mongezi Feza und John Greaves begleitet.
Yesterday Man erreichte die Nr. 3 in den britischen Charts und im Februar 1966 die Nr. 1 in Deutschland, wo sich die Single sechs Wochen lang hielt. Auch in Österreich wurde der Titel auf Platz 1 gelistet.